# بومة أسترالية مقنعة
البومة الأسترالية المقنعة (Tyto novaehollandiae) هي نوع من بوميات الإسطبل تنتشر في جنوب غينيا الجديدة والمناطق غير الصحراوية من أستراليا.

## الوصف

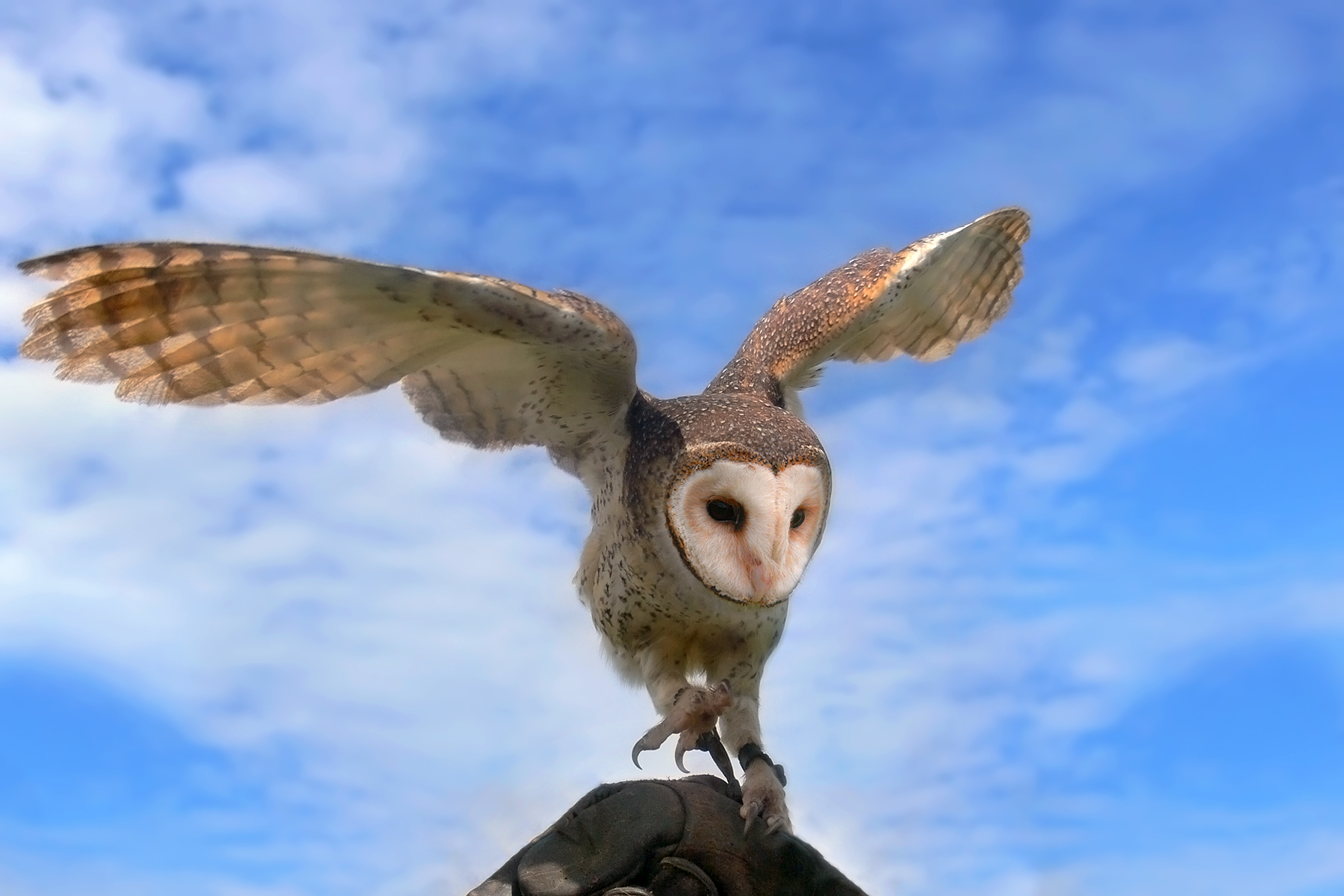
بينما تهبط

في وجهها قناع أبيض يحوي عينان سوداوان أو بنيتان. لون جسم البومة بني غامق مع نقاط رمادية وبيضاء أعلى الجسم. أما في منطقة المعدة فاللون هو أبيض مع نقاط بنية. لون أنثى البومة الأسترالية المقنعة أغمق من الذكر. معدل وزنها 660غم، وتكون الإناث أكبر من الذكور. يتراوح طولها من 35سم إلى 47سم. وهي أكبر بومة طيطونية في أستراليا.

## التغذية
تتغذى البومة الأسترالية المقنعة بالأساس على الفئران والجرذان ببلعهم كاملين مع الشعر والعظام. ولذا سميت بـ«ماوس-أول» (بالإنجليزية: Mouse-Owl)‏ أي «بومة الفئران».

## الأنواع الفرعية
يتفرع من البومة الأسترالية عدة أنواع فرعية (سلالات):
- T. n. calabyi أ.ج. ماسون، 1983 (جنوب غينيا الجديدة)
- T. n. castanops غاولد، 1837، البومة التاسمانية المقنعة (تاسمانيا وجزيرة لورد هاو)
- T. n. galei ماتيوز، 1914 (شبه جزيرة كيب يورك)
- T. n. kimberli ماتيوز، 1912 (شمال أستراليا)
- T. n. melvillensis ماتيوز، 1912 (جزر تيوي)
- T. n. novaehollandiae ستيفنز، 1826 (جنوب أستراليا)
- T. n. troughtoni ن.و. كيْلي البومة المقنعة المعششة في الكهوف (صحراء نولاربور)